# Штомпка, Хенрик
Хенрик Штомпка (пол. Henryk Sztompka) — польский пианист и педагог, один из лучших интерпретаторов произведений Фредерика Шопена.

## Биография
Штомпка родился 4 апреля 1901 года в Богуславке, близ Луцка. Учился в Варшавской консерватории по классу фортепиано у Юзефа Турчинского и по классу философии, которую окончил в 1926 году. В 1927 году принял участие в 1-м международном конкурсе пианистов им. Ф. Шопена в Варшаве и получил пятую премию польского радио за лучшее исполнение мазурок (в 1957 году записал пластинку «Все мазурки Шопена» в своём исполнении).
В 1928-1932 годах жил в Париже, где брал уроки фортепиано у Игнация Падеревского. Там состоялся его дебют в симфоническом концерте: он исполнил Второй концерт Шопена с оркестром Колонна под управлением Габриэля Пьерне. Во время войны жил в оккупированной Польше и давал тайные уроки музыки. После окончания войны, впервые после шестилетнего перерыва, дал концерт в зале «Рома», весь сбор с которого передал в фонд восстановления столицы.
С 1945 года был профессором Государственной высшей музыкальной школы в Кракове; в 1958-1963 годах — её проректором. Гастролировал по странам Европы. В 1949 году получил премию имени Шопена лондонского Шопеновского общества как один из лучших интерпретаторов музыки великого композитора. В 1958 году гастролировал в СССР.
В 1957-1964 годах Штомпка был вице-президентом общества им. Ф. Шопена в Варшаве. Дважды был членом жюри на международном конкурсе им. П. И. Чайковского (1958, 1962).
Свой последний концерт дал в 1960 году в варшавской Национальной филармонии, где исполнил Польскую фантазию для фортепиано с оркестром Падеревского. После этого его болезнь ухудшилась, и он не смог больше выступать. Штомпка скончался 21 апреля 1964 года в Кракове.